# Gerobatrachus
Gerobatrachus foi um gênero de anfíbio pré-histórico descoberto em 2008 que viveu na América do Norte, na região do Texas, durante o período Permiano, anterior ao aparecimento dos dinossauros.

## Filogenia
Gerobatrachus um fóssil de transição na evolução dos anfíbios, ligando os antigos anfíbios Temnospondyli às rãs, sapos e salamandras atuais e provando portanto que todos os Anuros (sapos e rãs) e Urodela (salamandras) descendem de um ancestral comum, que pode ter sido o Gerobatrachus. Esse animal combina características tanto das rãs, quanto das salamandras, e também dos anfíbios primitivos que acredita-se terem originado as duas.